# رهاب الحيوان
رُهاب الحَيَوان يعرف بأنه حالة الخوف من الحيوانات، وهي حالة غالباً ما تحدث عند الأطفال الصغار بالسن، و لكن ذلك لا يعني عدم استمرارها عند البالغين خاصة إذا لم يتم علاجها منذ الصغر، أحيانا قد يكون الرهاب شديد بحيث يهاب الشخص المصاب من جميع الحيوانات دون استثناء، بينما في النوع الأكثر انتشاراً يخاف فيه المصابون بهذا الرهاب من نوع معين من الحيوانات فقط.